# Domplatz (Innsbruck)

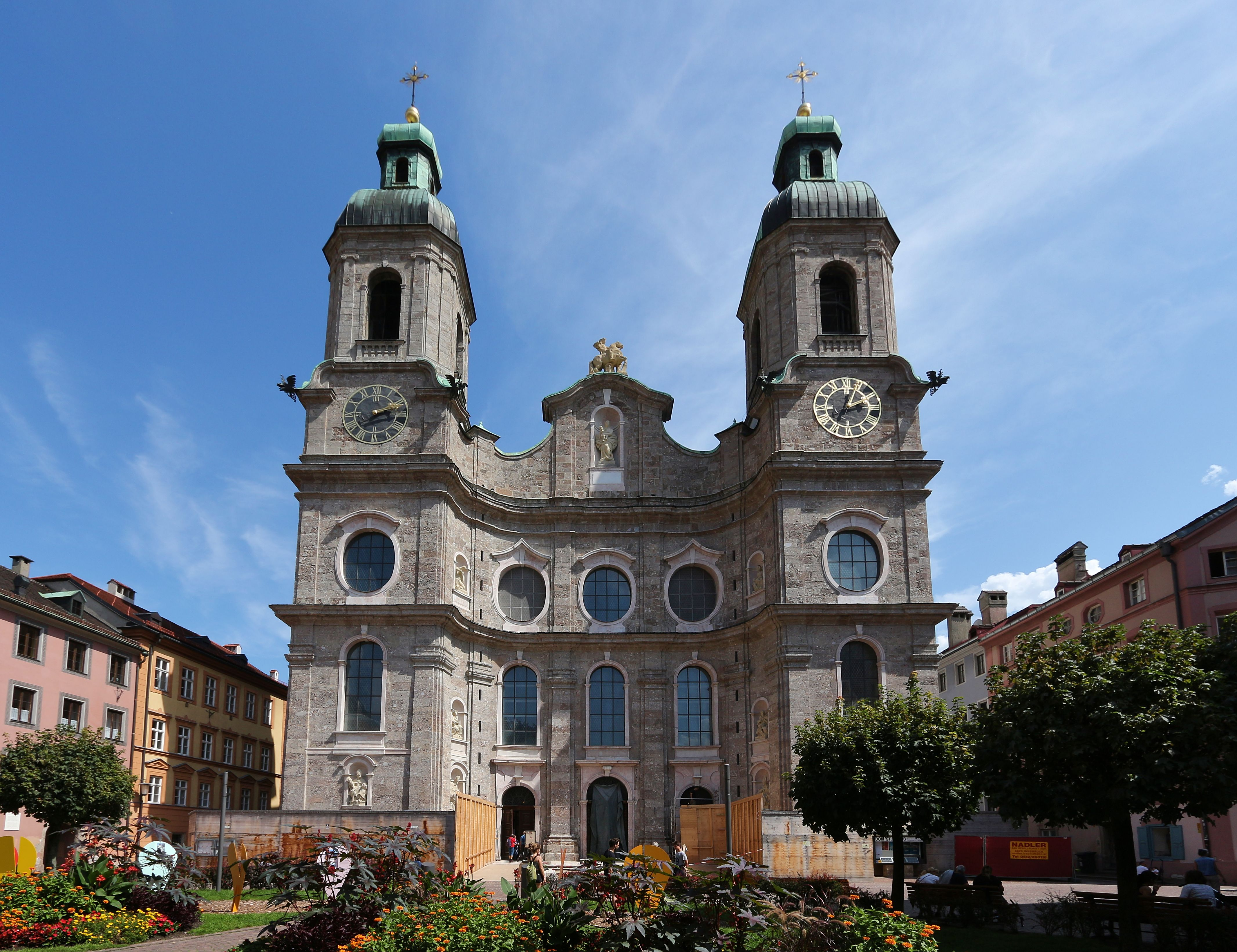
Domplatz Richtung Osten mit der Fassade des Doms

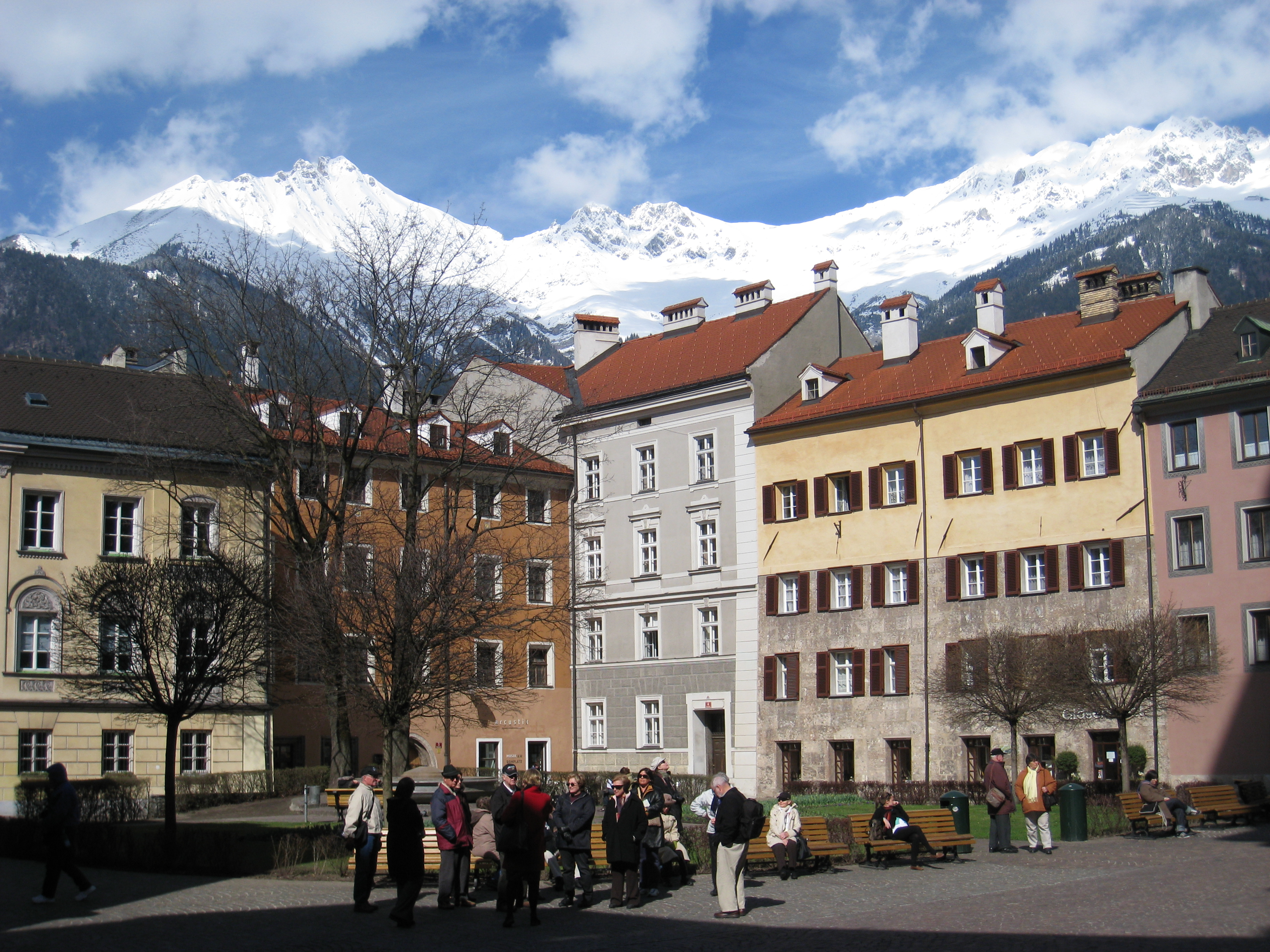
Der Platz Richtung Nordwesten

Der Domplatz (bis 1966 Pfarrplatz) ist eine barocke Platzanlage in der Innsbrucker Altstadt.

## Anlage
Der Domplatz liegt am Nordrand der Altstadt. Er wird auf drei Seiten von Häuserzeilen umrahmt und wird im Osten von der hochbarocken Fassade des Doms zu St. Jakob, von dem er seinen Namen hat, dominiert. Im Süden mündet die Pfarrgasse ein, an der Nordseite führt ein Durchgang zur Herrengasse, im Osten bestehen Durchgänge zur Hofburg. Die Brunnenschale in der Mitte des Platzes ist der letzte Rest des 1906 errichteten Vereinigungsbrunnens, der bis 1940 auf dem Bahnhofsplatz (heute: Südtiroler Platz) stand. Die Platzanlage steht unter Denkmalschutz.

## Geschichte

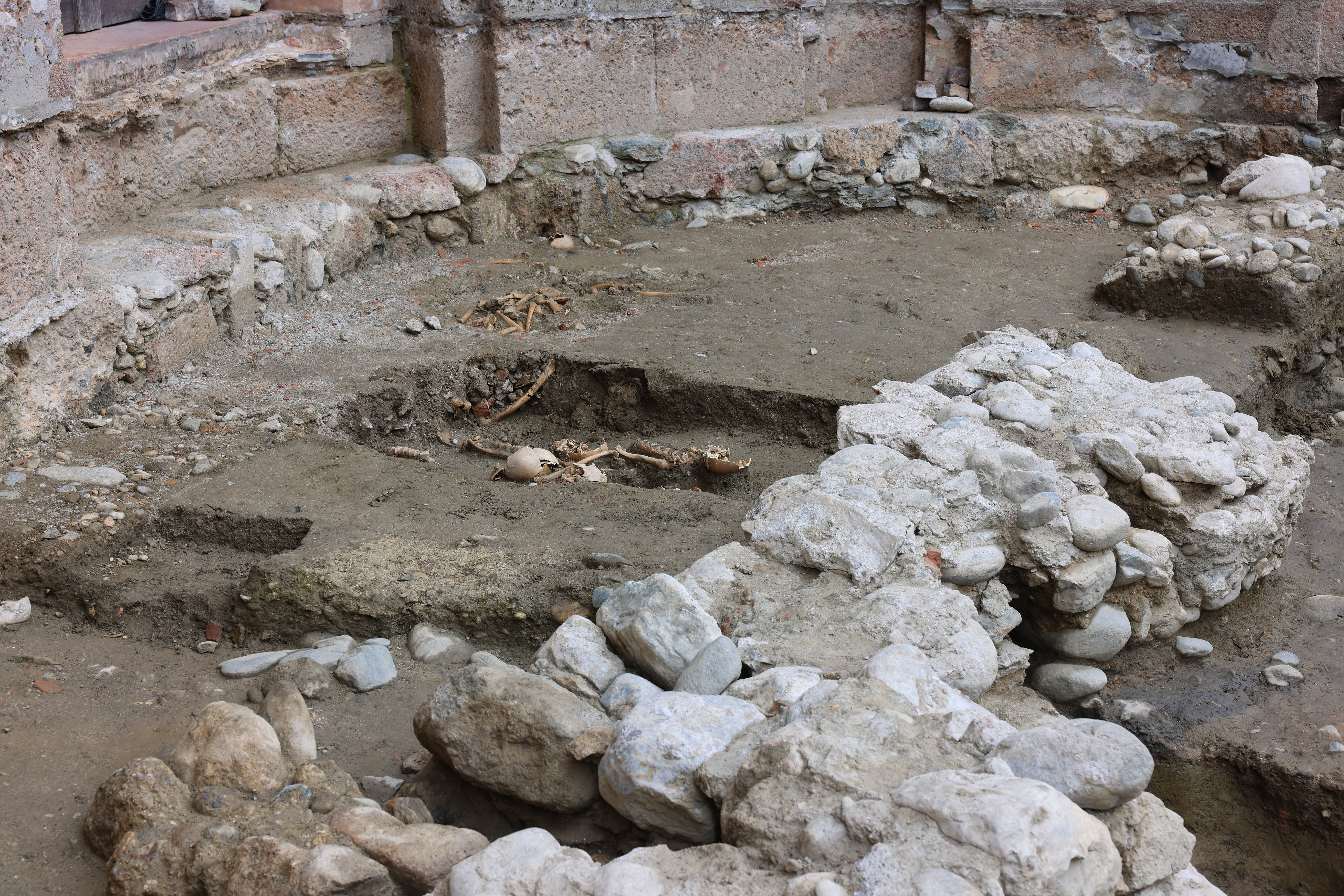
Freigelegte Fundamente der Vierzehn-Nothelfer-Kapelle

Die gotische St.-Jakobs-Kirche, die kleiner als der heutige Dom war, war ursprünglich von einem Friedhof umgeben. Dieser wurde 1509 aufgelassen und zum Spitalsfriedhof hinter der Spitalskirche außerhalb der damaligen Stadtmauern verlegt. Die letzten Grabsteine wurden allerdings erst 1717 entfernt. Im Friedhof vor der Kirche befand sich die freistehende Vierzehn-Nothelfer-Kapelle mit einer Priestergruft. Den westlichen Abschluss des Platzes bildete eine Häuserreihe in Verlängerung der Pfarrgasse.
Mit dem Neubau der Kirche von 1717 bis 1724 im Barockstil wurden die Gebäude westlich davon abgebrochen, um die Fassade besser zur Geltung zu bringen. Der Platz erhielt damit seine heutige Ausdehnung, blieb aber abgesehen vom Pflanzen einiger Bäume wenig gestaltet. Die heutige Gestaltung mit Grünanlage, Brunnenschale und Bänken erfolgte im Jahr 1956. Eine 1957 von Erich Keber für den Brunnen geschaffene Marmorstatue des hl. Jakobus wurde später an die Mühlauer Brücke versetzt. Nachdem die Stadtpfarrkirche 1964 zur Dom- und Bischofskirche der neugegründeten Diözese Innsbruck erhoben worden war, wurde der Pfarrplatz 1966 in Domplatz umbenannt. 1972 wurde der Platz mit der gesamten Altstadt zur Fußgängerzone.
Im Zuge der Neugestaltung der Stufen vor dem Dom wurden 2022 Ausgrabungen auf dem Domplatz durchgeführt. Dabei wurden die Fundamente der bis dahin nur aus schriftlichen Quellen bekannten Vierzehn-Nothelfer-Kapelle mit einer aufwändig gestalteten Priestergruft freigelegt.

## Nutzung

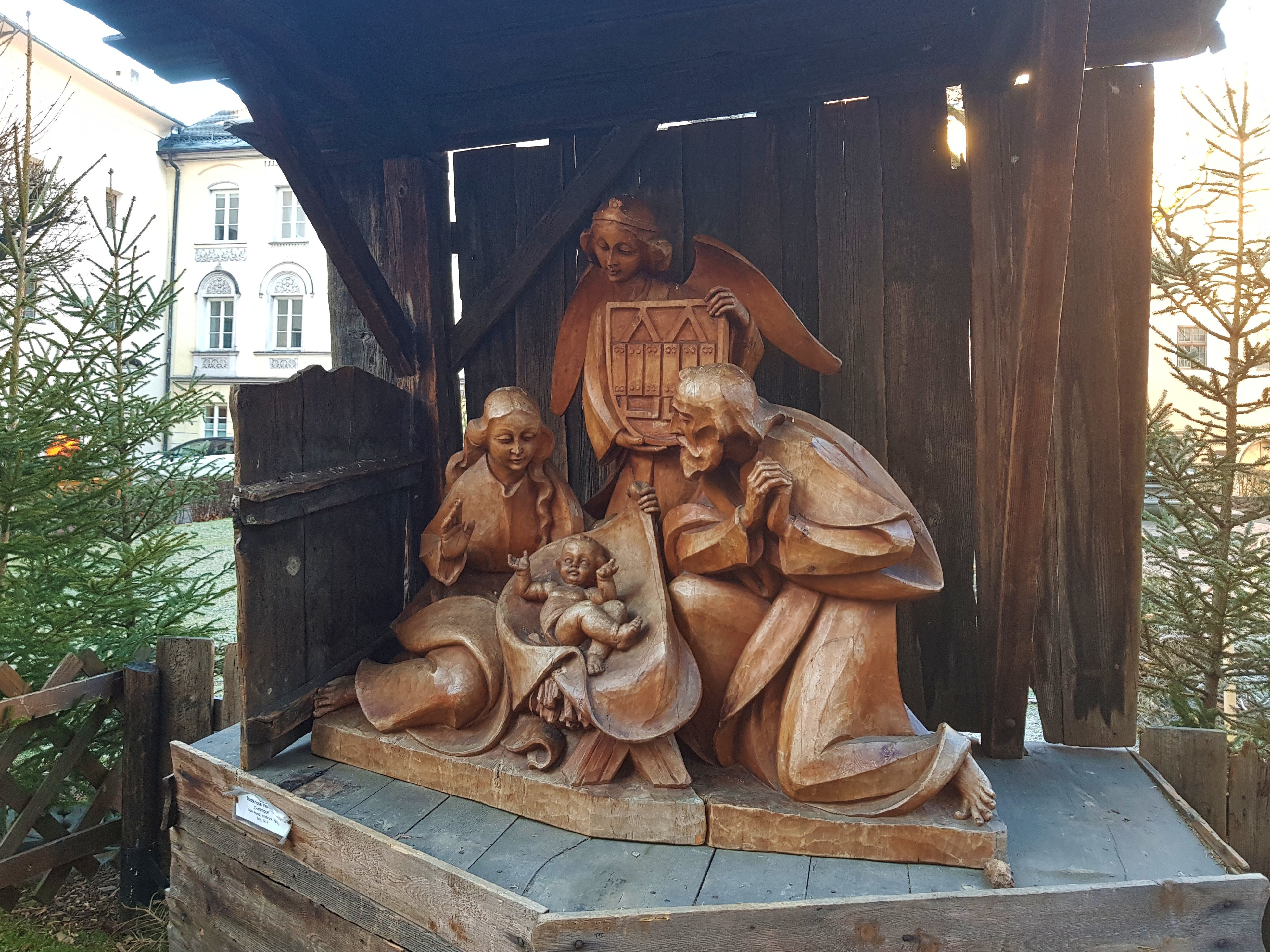
Innsbrucker Stadtkrippe auf dem Domplatz

Nach dem Vorbild des Salzburger Domplatzes wurde der Platz erstmals 1928 für Freilichtaufführungen des Jedermann genutzt. Die Aufführungen 1958 und 1962 wurden von Richard Haller initiiert und geleitet. Für die Behauptung, Max Reinhardt hätte, bevor er die Salzburger Festspiele gegründet hatte, diese in Innsbruck verwirklichen wollen, gibt es hingegen keine Belege.
Seit 1998 wird in der Weihnachtszeit die von Rupert Reindl 1974 geschaffene und ursprünglich unter dem Christbaum vor dem Goldenen Dachl aufgestellte Innsbrucker Stadtkrippe auf dem Domplatz aufgestellt.